# جوش رودريغيز
جوش رودريغيز (بالإنجليزية: Josh Rodriguez)‏ هو لاعب كرة قاعدة أمريكي، ولد في 18 ديسمبر 1984 في هيوستن في الولايات المتحدة.

## وصلات خارجية
- جوش رودريغيز على موقع دوري كرة القاعدة الرئيسي (الإنجليزية)
- جوش رودريغيز على موقعبيزبول رفرنس.كوم (الدوري الرئيسي) (الإنجليزية)
- جوش رودريغيز على موقعبيزبول رفرنس.كوم (الدوري الثانوي) (الإنجليزية)
- جوش رودريغيز على موقع مشجعي الرسوم البيانية (الإنجليزية)